# Гарсия IV (король Наварры)
Гарси́я IV Восстановитель, или Гарсия Рамирес (исп. García el Restaurador; ок. 1112 — 21 ноября 1150) — король Наварры с 1134 года, сын Рамиро Санчеса и Кристины Родригес, дочери Сида Кампеадора. Избрание Гарсии королем восстановило независимость баскского королевства после 58 лет политического союза с Арагоном. После первоначальных конфликтов с королем Леона и Кастилии Альфонсо VII Гарсия стал его союзником в Реконкисте.

## Биография
Гарсия IV был сыном наваррского аристократа Рамиро Санчеса, правителя Монсона, и внуком Санчо, внебрачного сына короля Гарсии Санчеса III. После смерти отца Гарсия унаследовал Монсон, а также стал правителем Логроньо.
Пока Наварра находилась под властью королей Арагона, Гарсия жил в Кастилии. Однако в 1134 году в арагонской династии наметился династический кризис. Ещё со времени убийства в 1076 году короля Санчо IV Наваррского Наварра была разделена между Кастилией и Арагоном, и арагонские короли требовали корону Наварры. Со смертью бездетного короля Альфонсо Воителя в 1134 году правопреемство обеих корон стало спорным: Альфонсо предпочел завещать свои владения орденам крестоносцев, что не устраивало местную знать. Знать Арагона отдала корону младшему брату Альфонсо Рамиро. Знать Наварры скептически относилась к Рамиро и не верила в его способности противостоять амбициям короля Леона и Кастилии Альфонса VII, предъявлявшего свои претензии на Наварру . Первоначально наваррский нобилитет предпочел Педро де Атареса, внука внебрачного сына Рамиро I Арагонского. В Памплоне собрался съезд епископов и знати, чтобы утвердить Педро на наваррском престоле, но высокомерие Педро заставило собравшихся изменить решение в пользу Гарсии Рамиреса, который также по внебрачной линии принадлежал к династии Хименесов. Гарсия был надлежащим образом избран на царство дворянством и духовенством Наварры, в то время как Рамиро II утвердился на троне Арагона и решительно выступил против отложения Наварры.
Для борьбы за независимость епископ Памплоны предоставил Гарсии сокровища своей церкви, чтобы финансировать его действия против Рамиро . В конце концов, в январе 1135 года по Пакту Вадолуенго монархи достигли взаимного признания: Гарсия признал себя «сыном» по отношению к «отцу» Рамиро. Так была, с одной стороны, подтверждена независимость каждого из королевств, а с другой — формально сохранено главенство Арагона.
В мае 1135 года Гарсия объявил себя вассалом Альфонса VII. Это одновременно поставило его под защиту Кастилии и официально подтвердило признание Гарсии Кастилией как короля Наварры в обмен на поддержку со стороны Наварры в борьбе Альфонса за арагонскую корону . В подтверждение вассальной клятвы в 1136 года Гарсия уступил Кастилии Риоху. Союз Наварры с Кастилией был угрозой для Арагона, и Рамиро II в ответ образовал династический союз с графом Барселоны Рамоном Беренгером IV . Однако есть мнение, что напротив, Гарсия заключил союз с Кастилией в ответ на брак Рамиро с дочерью графа Барселоны, который грозил рождением наследника и возобновлением претензий Арагона на Наварру .
В сентябре 1135 года Альфонс VII передал Гарсии Сарагосу , недавно завоеванную им у Арагона, что стало данью уважения союза со стороны кастильцев. Однако у наваррцев не было ресурсов для удержания города, и в 1136 году Альфонс был вынужден вернуть Сарагосу Рамиро и признать его правителем города. В 1137 году Сарагоса была передана Рамону Беренгеру.
После 1130 года Гарсия женился на Маргарите Л’Эгль, которая родила ему сына и преемника Санчо VI и двух дочерей, которые были выданы за будущих королей. Старшая, Бланка, была изначально выдана за Рамона Беренгера IV, как это было установлено мирным договором 1149 года, несмотря на то, что граф Барселоны уже обручился с Петронилой Арагонской. Однако Гарсия умер до заключения брака, и Бланка в итоге была выдана за Санчо III Кастильского. Младшая дочь Маргарита вышла за Вильгельма I Сицилийского. Однако отношения Гарсии с женой были конфликтными, королева предположительно имела любовников из среды своих французских фаворитов, из-за чего король даже объявил бастардом её второго сына Родриго . Брак был расторгнут, и 24 июня 1144 года в Леоне Гарсия женился на Урраке, незаконнорожденной дочери Альфонса VII, чтобы укрепить отношения со своим покровителем.
В 1137 году Гарсия попытался добиться независимости от Кастилии и заключил союз с Афонсу I Португальским, но спустя три года был вынужден пойти на мир. В дальнейшем Гарсия был союзником Кастилии в Реконкисте и сыграл важную роль в завоевании Альмерии в 1147 году. В 1146 году он оккупировал Таусте, принадлежавший Арагону, и Альфонс VII вмешался, чтобы стать посредником в мире между двумя королевствами.
Гарсия умер 21 ноября 1150 года в Лорке, недалеко от Эстельи, и был похоронен в соборе Санта-Мария-ла-Реаль в Памплоне. На троне его сменил старший сын Санчо.
Гарсия также запомнился постройкой монастыря Санта-Мария-де-ла-Олива в Каркастильо.

## Семья
Гарсия IV был женат:
- на Маргарите Л’Эгль [7], внучке Жоффруа II, графа Перша. У них было четверо детей, но только первые трое были признаны отцом:
  - Санчо VI Гарсес по прозвищу Мудрый, король Наварры в 1150—1194 годах. Он стал первым монархом, который использовал титул «Король Наварры», а не «Король Памплоны». и был женат на Санче Кастильской, дочери Альфонса VII [7].
  - Бланка, жена Санчо III Кастильского.
  - Маргарита, жена Вильгельма I Сицилийского, регент Сицилии [7].
  - Родриго, позже известный как Анри де Монтескальозо, советник Маргариты в период её регентства в сицилийском королевстве.

- на Урраке Кастильской (1144), незаконной дочери короля Альфонса VII и его любовницы Гонтродо Перес [8]. В браке родилась:
  - Санча (1148—1176), жена сначала Гастона V Беарнского, а затем — Педро Манрике де Лары, виконта Нарбонны и синьора Молины [9].